# Нелсън (Нова Зеландия)
Вижте пояснителната страница за други значения на Нелсън.
Нелсън (на английски: Nelson; на маорски: Whakatū) е град, както и един от 16-те региона на Нова Зеландия. Населението му е 49 300 жители (по приблизителна оценка от юни 2018 г.), а площта му е 445 кв. км. БВП на региона е 2,343 милиарда щ.д., 2% от БВП на Нова Зеландия (2003 г.). Намира се в часова зона UTC+13. Наречен е на британския адмирал Хорацио Нелсън.